# Rathkea africana
Rathkea africana är en nässeldjursart som beskrevs av Paul Torben Lassenius Kramp 1957. Rathkea africana ingår i släktet Rathkea och familjen Rathkeidae. Inga underarter finns listade i Catalogue of Life.